# Dipcadi concanense
Dipcadi concanense är en sparrisväxtart som först beskrevs av Nicol Alexander Dalzell, och fick sitt nu gällande namn av John Gilbert Baker. Dipcadi concanense ingår i släktet Dipcadi och familjen sparrisväxter. Inga underarter finns listade i Catalogue of Life.